# Europäischer Stör
Der Europäische Stör (Acipenser sturio), nicht identisch mit dem Atlantischen Stör, ist ein Knochenfisch aus der Gattung der Störe (Acipenser). Dieser Stör zählt zu einer sehr alten und urtümlichen Gruppe innerhalb der Knochenfische, die eine Reihe primitiver Merkmale aufweisen, die bei jüngeren Fischarten fehlen. Dazu zählt unter anderem die heterozerke (d. h. asymmetrische) Schwanzflosse.
Der Europäische Stör ist ein anadromer Wanderfisch und kommt heute nur noch sehr selten im Nordostatlantik vor. Die letzten Laichgebiete des Europäischen Störs befinden sich in der französischen Gironde. Nach unbestätigten Berichten gibt es noch eine Population des Europäischen Störs im Schwarzen Meer, die im Rioni in Georgien ablaichen soll.

## Erscheinungsbild
Der Europäische Stör wird bis zu 3,4 Meter lang und kann mehr als 300 Kilogramm wiegen. Seine Farbe variiert von bräunlich-grün bis blauschwarz; die Seiten sind heller. Der Europäische Stör sieht dem Atlantischen Stör (Acipenser oxyrinchus) sehr ähnlich; beide Arten sind schwer zu unterscheiden.
Die Gestalt des Europäischen Störs ist haiförmig, die Rückenflosse ist weit nach hinten verlagert. Der Stör weist fünf Längsreihen von Knochenschilden auf, davon zwei an den beiden Körperseiten mit je 24 bis 40 sehr eng gestellten und sich teils überlappenden Seitenschilden. Hinzu kommen zwei Reihen mit Bauchschilden und eine Reihe mit gehöckerten Rückenschilden.

## Lebensweise, Gefährdung und Schutz

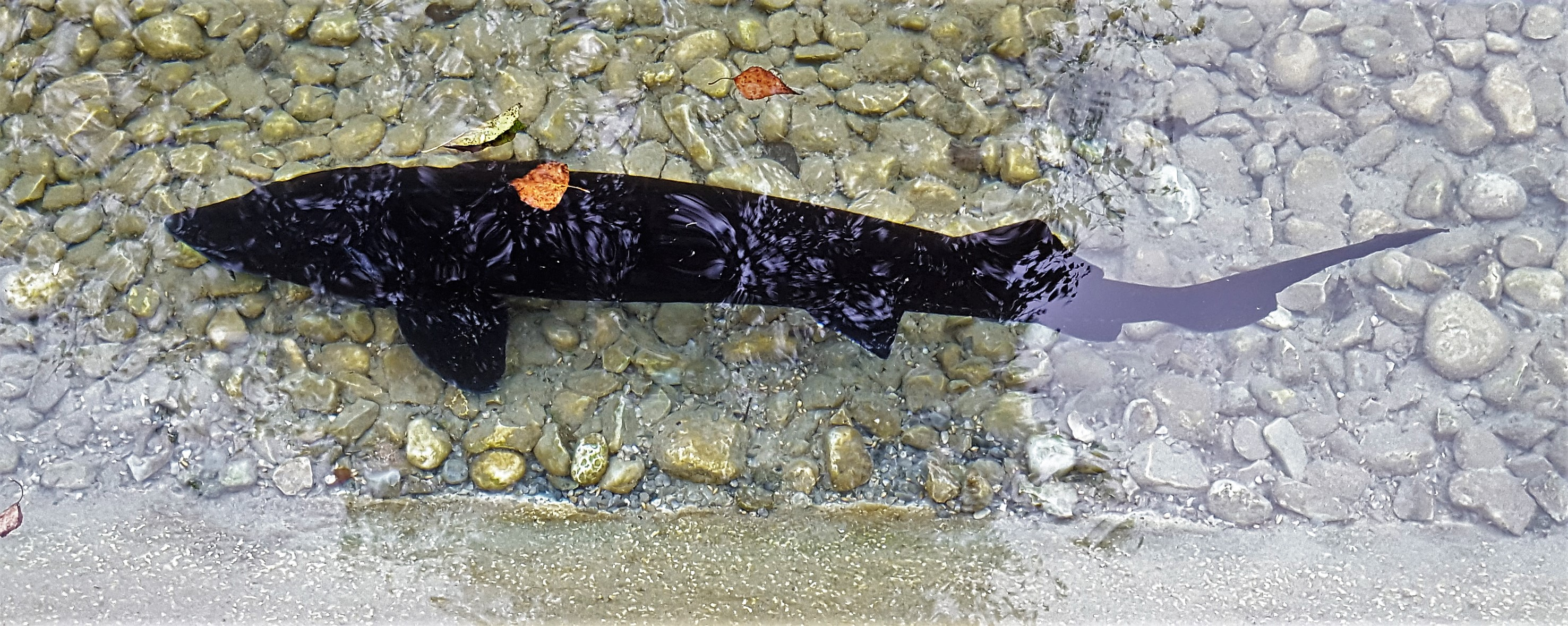
Europäischer Stör

Ihre Nahrung nehmen Europäische Störe am Gewässerboden auf. Sie besteht hauptsächlich aus verschiedenen Würmern (Annelida: Aphrodita, Tubifex, Nephtys, Stylaroides), Weichtieren, Krebsen (Garnelen, Strandkrabben, Flohkrebsen) sowie Mückenlarven und kleinen Fischen.
Noch im 19. Jahrhundert gab es zahlreiche Störe in der Nordsee und der Ostsee, im Atlantik und den dorthin mündenden Strömen wie Rhein, Elbe, Weser und Weichsel. Die wachsende Umweltzerstörung, Flussbegradigung, Schifffahrt und Überfischung rotteten den Stör in Deutschland überall aus.
Genetische Untersuchungen an Museumsmaterial zeigen, dass die Stör-Populationen in der Ostsee und ihren Zuflüssen nicht vom Europäischen Stör, sondern vom Atlantischen Stör gebildet wurden. Der Europäische Stör befand sich dort bereits vor 1200 bis 800 Jahren auf dem Rückzug. Als Grund dafür wird der Abfall der Wassertemperaturen der Ostsee im Verlauf der sogenannten Kleinen Eiszeit (16.–19. Jahrhundert) angenommen; der Europäische Stör benötigt mit circa 20 °C deutlich höhere Temperaturen als sein Vetter aus dem Atlantik. Dem Atlantischen Stör genügen schon 13 °C.
Eine Wiederansiedlung des Europäischen Störs an der deutschen Nordseeküste und ihren Zuflüssen wird seit 2006 in Deutschland vorbereitet und ist seit 2010 beschlossenenes Programm, veröffentlicht als „Nationaler Aktionsplan zum Schutz und zur Erhaltung des Europäischen Störs (Acipenser sturio)“. Maßnahmen zur Wiederansiedlung des Atlantischen Störs werden in der Oder und Ostsee bereits durchgeführt.
In den letzten Jahren werden verstärkt exotische Störarten und bastardisierte Störe für Teichzuchten und als Zierfische verkauft. Einige dieser Tiere wurden ausgesetzt oder konnten entkommen. Sie stellen in natürlichen Gewässern eine Gefahr für die beiden sehr seltenen heimischen Störarten dar. Die Wiederansiedlung von heimischen Stören ist durch diese ausgesetzten Tiere gefährdet.
Der Europäische Stör war Fisch des Jahres 2001 und 2014. Im Jahr 2001 war noch nicht bekannt, dass im 19. Jahrhundert in den östlichen Teilen Deutschlands der Atlantische Stör heimisch war.

Klassifizierung gemäß IUCN

Auf der Roten Liste der IUCN wird die Art Europäischer Stör mit CR (Critically Endangered, dt. vom Aussterben bedroht, extrem hohes Risiko des Aussterbens in der Natur in unmittelbarer Zukunft) klassifiziert, in der FFH-Richtlinie (Fauna-Flora-Habitat-Richtlinie, 92/43/EWG) wird sie als prioritäre Art in Anhang II (Tier- und Pflanzenarten von gemeinschaftlichem Interesse, für deren Erhaltung besondere Schutzgebiete ausgewiesen werden müssen) und Anhang IV (Streng zu schützende Tier- und Pflanzenarten von gemeinschaftlichem Interesse) aufgeführt.

## Sonstiges

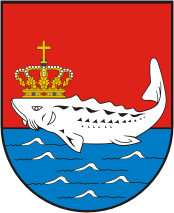
Stör im Wappen von Baltijsk

Der europäische Stör ist das Wappentier der Stadt Baltijsk (Pillau).